# A Festa Continua
A Festa Continua é o terceiro álbum da banda brasileira P. O. Box, lançado em junho de 2001. Em 15 de junho de 2001, a banda lançou seu terceiro álbum, denominado A Festa Continua, produzido por Guilherme Bicalho e distribuído pela EMI, já consagrado com o sucesso da música “Lá em Mauá” e também trilha sonora da novela global Estrela‐Guia, onde a banda também tem participação no álbum da novela. Outro sucesso deste álbum é a música “Os Bichinhos”, divertida, dançante e extrovertida. Além da homenagem aos animais, o álbum ainda conta com músicas românticas e outras mais dançantes.

## Desempenho comercial
A banda P.O. Box passou pelos principais programas de TV, rádios, jornais, revistas e, claro, principais festas do país. Toda essa visibilidade e oportunidade não foram o bastante para manter a continuidade do grupo, que chegou ao fim em 2003. O término é atribuído à pirataria, que vivia seu auge, e também à baixa vendagem do terceiro disco e mudanças na gravadora. “Antes de lançarmos oficialmente o disco em São Paulo, o maior mercado do Brasil, já havia estimativas da gravadora de mais de um milhão de CDs piratas vendidos. Isso só atrapalhou, pois eram menos discos vendidos oficialmente, menos fonte para todo o sistema”, explica o vocalista e líder da banda, Carlinhos Santos. Com algumas alterações estruturais, como nova administração, mercado retraído e a baixa vendagem do terceiro disco, A Festa Continua, gravadora e grupo chegaram a um acordo. “Sem traumas. Já havíamos decidido dar um tempo naquela superexposição, correria, ausência da família. Foi uma parada planejada.”, conta o líder do P.O. Box.

## Curiosidades
- Recusa a músicas "apelativas": "Nunca tivemos aquela pretensão de fazer música com palavrão, apelativas. Nesse segmento pop tem que dar uma 'diluída' no trabalho, e a gente não queria aquilo. Havia pressão da gravadora de produzir sempre músicas repetitivas, então decidimos dar uma parada", afirma Carlinhos Santos.[2]

- Disco Acústico: No início de 2002, o P.O. BOX deixou a EMI e realizou um desejo que era fazer um disco acústico, já que realizara inúmeros shows nesse formato no sul do país. E em fevereiro do mesmo ano, convidou familiares, fãs e amigos ao Teatro Goiânia e gravou o P.O. BOX IV – Acústico ao vivo. O disco trouxe 12 canções inéditas, além de novos arranjos para os antigos sucessos. Lamentavelmente, por motivos contratuais, a EMI não permitiu a inclusão das regravações dos maiores sucessos do grupo. Isso inviabilizou o lançamento em mercado. Sendo assim, os componentes decidiram fazer apenas uma edição especial do trabalho, só com as canções inéditas.

## Faixas
| N.º            | Título                | Compositor(es) | Duração |  |
| 1.             | "Refrão Complicado"   |                | 3:26    |  |
| 2.             | "Os Bichinhos"        |                | 3:38    |  |
| 3.             | "Dançando Ula Ula"    |                | 3:51    |  |
| 4.             | "My Name Is P.O. Box" |                | 3:08    |  |
| 5.             | "Eu Te Amo"           |                | 3:54    |  |
| 6.             | "Adivinha"            |                | 3:54    |  |
| 7.             | "Andar, Andar"        |                | 3:44    |  |
| 8.             | "Tudo é Bom com Você" |                | 3:32    |  |
| 9.             | "‐Eu Sou Legal"       |                | 3:33    |  |
| 10.            | "Fofoqueira"          |                | 3:08    |  |
| 11.            | "Nobre Sintonia"      |                | 3:48    |  |
| 12.            | "A Bruxa"             |                | 2:29    |  |
| 13.            | "O Canseira"          |                | 2:45    |  |
| 14.            | "Lá em Mauá"          |                | 3:34    |  |
| Duração total: | Duração total:        | Duração total: | 41:50   |  |